# Cataractă
Cataracta este o boală care atacă ochiul și se manifestă prin opacifierea cristalinului sau a capsulei lui. Această opacifiere este responsabilă de o scădere progresivă a vederii, la început însoțită de o  jenă la lumină (fotofobie). Scăderea vederii poate fi rapidă (câteva săptămâni) dacă e din cauza unui traumatism.

## Etimologie
Substantivul românesc cataractă are etimologie multiplă: fr.cataracte, „cataractă”, „grapă”, „grilaj (mobil) care apără poarta unei cetăți”, lat.cataracta, „cataractă”, „grilaj care apără poarta unei cetăți sau intrarea unui pod” , ger.Katarakt, „cataractă”. În franceză, cataracte a intrat, prin împrumut, din limba latină medicală, cataracta, cu aceleași sensuri.

## Clasificare

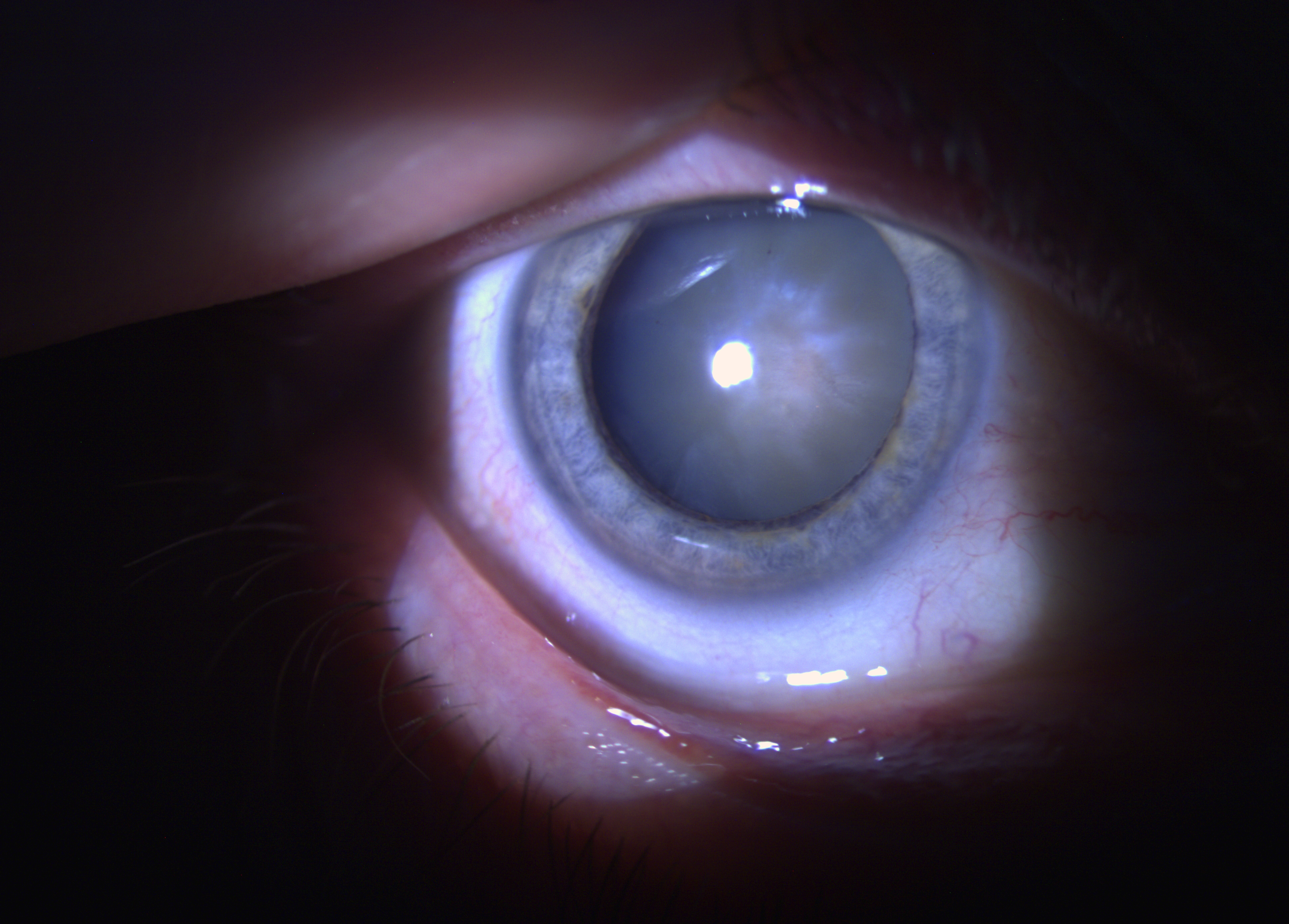
cataracta avansată

Se clasifică în mai multe categorii:
- congenitală — este consecința unui proces patologic intrauterin. Are diferite forme: zonală, capsulară anterioară, capsulară posterioară și nucleară, dar nu progresează. Se poate trata prin secționarea unei porțiuni a irisului și a capsulei cristaliniene.
- senilă — apare în urma tulburării nutriției cristalinului la unele persoane trecute de vârsta de 50 de ani, cel mai des din cauza diabetului zaharat. Se caracterizează prin schimbarea treptată a culorii pupilei în alb-cenușiu, scăderea progresivă a vederii și, uneori, prin dublarea sau deformarea imaginii. Poate fi evitată prin extragerea cristalinului și înlocuirea lui cu o lentilă biconvexă de 10 dioptrii sau prin folosirea ochelarilor.
- traumatică — reprezintă o urmare a lezării capsulei cristaliniene prin lovituri.
- complicată — este consecința unor boli intraoculare (iridociclită, glaucom ș.a.).
- radiativă — este rezultatul expunerii la radiații ionizante (neutroni, raze Roentgen).

## Istoric
Această boală este cunoscută din Antichitate atât la chinezi, sumerieni, indieni (prima descriere a unei operații de operație extra-capsulară a cataractei  în tratatul de chirurgie, în sanscrită सुश्रुतसंहिता, transliterat: Suśruta Samhita, datorat lui Susruta), egipteni (atestată sub  Ptolemei) cât și la greci și romani unde a fost observată la animale și la oameni. 
Aulus Cornelius Celsus descrie operația (practicată de medicul Galenus care se servea de un ac inserat în ochi, în spatele cristalinului) și tratamentul cataractei, în tratatul său de medicină De Arte medica: despre cașetele cu colire, care făceau oficiul de tampon, sunt înscrise denumirile ingredientelor și numele oculistului.  
În Evul Mediu, în secolul al X-lea, în Andaluzia musulmană, un savant și chirurg de origine berberă, Abulcasis (cca. 950-1013), a descris două procedee chirurgicale, inventate de el, unul pentru cataracta la adult, iar cealălalt pentru cataracta la copil. El opera cataracta cu un instrument asemănător unei lingurițe adaptat la vârsta pacienților. Lucrarea acestui savant, Kitab Al Tasrif,  este păstrată la  Muzeul Național din Madrid. Andaluzii moderni i-au ridicat un bust la Córdoba, nu departe de universitatea de medicină din acest oraș.
În secolul al XI-lea,  Omar ben Ali el Mausli a descris o nouă tehnică: evacuarea fragmentelor cristalinului prin aspirare bucală, cu ajutorul unui ac  sub formă de tub cu deschidere laterală.
Pierre Franco, în secolul al XVI-lea, este un pionier francez al tratamentului chirurgical al cataractei.
Meicul major al spitalelor regelui, Pierre Brisseau, a fost primul, în 1705, care a descris, pornind de la autopsii, cataracta ca fiind o opacifiere a cristalinului..
Jacques Daviel este părintele chirurgiei moderne a cataractei: în descendența operațiilor realizate începând din 1708 de către Charles Saint-Yves și Jean Méry,  el generalizează, începând din 1741,  practica extragerii cristalinului, care a înlocuit, în mod progresiv, vechea practică (aceasta din urmă a rămas utilizată până în secolul al XIX-lea în Occident și mai este practicată în Africa de vrăjitorii-chirurgi).  Metoda lui Daviel ameliorată de către Georg Joseph Beer (extracția intracapsulară a cristalinului) și de către Albrecht von Gräfe (incizia lineară periferică) este de atunci încoace adoptată de toți oftalmologii.
Cataracta a fost descrisă sub diverse forme și se folosește adesea  pictura lui Claude Monet pentru a se ilustra cum poate aceasta să influențeze percepția imaginilor și culorilor: Monet a pictat serii ale aceluiași subiect de-a lungul anilor când boala sa îi deforma în mod progresiv vederea.

## Epidemiologie
Cataracta este prima cauză a cecității în țările în curs de dezvoltare: ea explică aproape 40 % din cele 37 de milioane de cazuri de orbire din lume. Este vorba, prin urmare, de o problemă de sănătate publică majoră în aceste țări, cu atât mai mult că tratamentul este cunoscut, iar aplicarea sa nu este limitată decât de problema costului. Factorii favorizanți sunt denutriția, deshidratarea, expunerea la Soare. Atunci survine la subiecți relativ tineri.
În țările dezvoltate, cataracta este îndeosebi observată la persoane în vârstă; în acest caz este denumită „formă senilă”: mici opacități există la 50 % din persoanele cu vârsta de 60 de ani, 70 % la persoanele în vârstă de 70 de ani. Cu toate acestea, cataracta debutează în general în același timp cu prezbitismul, spre 45 de ani, și este favorizată de tabagism sau de o miopie mare. 
Există cazuri de cataractă congenitală. În Statele Unite ale Americii, aproape 20 de milioane de adulți de peste 40 de ani sunt atinși de această formă de cataractă (cifre din 2004).

## Semiologie
Semne clinice observate evocatoare ale cataractei:
- scăderea progresivă a acuității vizuale, cel mai adesea bilateral
- umflarea cristalinului și modificarea indicelui său de refracție la lungimile de undă vizibile, rezultând miopie de index (nu se datorează unei „malformații” a ochiului, ci doar unei modificări a refracției razelor de lumină) cel mai adesea asimetrice
- tulburările de somn și de ritm circadian.[13]

Scăderea acuității vizuale este cifrată pe scările Monoyer și Parinaud pentru fiecare ochi. Aceste măsurători permit o evaluare obiectivă a disconfortului, chiar dacă îngrijirea va depinde în principal de disconfortul resimțit.
Semne mai puțin frecvente care pot fi observate:
- modificarea percepției culorilor
- întunecare momentană a vederii[14]
- diplopie monoculară (care persistă la ocluzia unui ochi);
- senzație de ceață în fața ochilor.

Examenul cristalinului cu lampa cu fantă pune diagnosticul și precizează tipul de cataractă: subcapsular, cortical, nuclear sau chiar cortico-nuclear, polar, zonular. Aceasta orientează spre cauzele aflate la originea cataractei.
Diagnosticul este deci clinic.

## Examene complementare
Acestea depind puternic de contextul clinic și îngrijirea preconizată. Ele sunt totuși sistematice când cataracta este totală sau retina nu poate fi vizualizată cu lampa cu fantă (în contextul hemoragiei intravitroase, de exemplu).